# Klinge (Kupfer, Neufels)
Die Klinge ist eine weniger als einen halben Kilometer lange Klinge in der Gemarkung des Stadtteils Neureut von Neuenstein im baden-württembergischen Hohenlohekreis. Der sie durchfließende Bach mündet vor dem  Neureuter Weiler Neufels von rechts in die mittlere Kupfer.

## Geographie

### Verlauf
Der Bach durch die Waschklinge entspringt nach einer topographischen Karte aus der ersten Hälfte des 20. Jahrhunderts der Quelle Steinheckenbrunnen, die damals in Wiesengelände, heute in einem Acker 150 Meter östlich des Aussiedlerhofes am ausgebauten Feldweg Heiligenwiese auf etwa 349 m ü. NHN liegt. Heute gibt es dort keinen offenen Abfluss, der erste, etwas über 50 Meter lange Abschnitt des Baches bis zum Feldweg läuft also wohl, in südwestlicher Richtung wie der gesamte Bach, unterirdisch in einer Dränageröhre.
Jenseits des Feldweges setzt ein schmaler Gehölzstreifen an den Böschungen beidseits des dort etwa einen Meter breiten und halb so tiefen Bach ein. Er wird zeitweilig von nahen Quellen darin verstärkt und fließt in kleinen Mäandern und über kleine Stufen im Bett schnell abwärts.
Weiter der Mündung zu entwickelt sich die Talmulde zu einer der landschaftstypischen, mit Laubwald erfüllten Klingen, die sich dann aber bald zum Flusstal hin öffnet. Der Bach wird bis zu drei Metern breit und läuft auf von Steinblöcken übersäter Sohle, an Stufen im Lauf scheidet sich Kalksinter ab. Schließlich fließt der zuweilen auch völlig trockenliegende Bach auf etwa 286 m ü. NHN von rechts in die dort in einem Schotterbett laufende mittlere Kupfer ein.
Der Bach durch die Klinge mündet nach rund 0,4 km langem Lauf mit mittlerem Sohlgefälle von etwa 150 ‰ etwa 63 Höhenmeter unterhalb seiner Ackerquelle.

### Einzugsgebiet
Das Einzugsgebiet der Klinge umfasst etwas über 0,2 km² und gehört zum Ohrnwaldriedel genannten Teil des Unterraums Westliche Kocher-Jagst-Ebenen des Naturraums der Kocher-Jagst-Ebenen. Sein höchster Punkt an der Nordostspitze nahe einem Wasserreservoir an der L 1051 Künzelsau-Kemmeten–Neufels erreicht etwa 358 m ü. NHN.
Das Gebiet umfasst außer dem kleinen Klingenwald nur große, flurbereinigte Äcker, besiedelt ist es allein mit dem genannten Aussiedlerhof. Es liegt in der Stadtteilgemarkung Neureut von Neuenstein.
Die südöstliche Wasserscheide verläuft gegen den nächsthöheren und bedeutenderen Zufluss Kuhbach der Kupfer, die östliche zum letzten rechten Nebenbach von diesem. Im Nordnordwesten fließt der Bach durch die Waschklinge zur Kupfer merklich weiter abwärts bei Neufels. Davor gibt es im Westen allenfalls unbedeutende Hanggerinne zum Fluss.

## Geologie
Der Bach beginnt seinen Lauf im Lettenkeuper (Erfurt-Formation) der Hochebene rechts der Kupfer und wechselt erst auf seinem Klingenlauf in den Oberen Muschelkalk. Er ist auf ganzer Länge von einem mehr oder weniger schmalen Band holozänen Schwemmlandes begleitet, das wenige Meter vor der Mündung in das den Flusslauf der Kupfer begleitende Auenlehmband übergeht. Im äußersten Nordosten reicht ein Zipfel einer großen Lösssedimentinsel aus quartärer Ablagerung über dem Lettenkeuper ein Stück weit ins Einzugsgebiet herein.

## Tourismus
Ein mit rotem Kreuz markierter Wanderweg des Schwäbischen Albvereins, der ab Kupferzell dem Kupfertal hinab bis nach Forchtenberg folgt, quert die Klinge im oberen Bereich.

### LUBW
Amtliche Online-Gewässerkarte mit passendem Ausschnitt und den hier benutzten Layern: Bachlauf durch die Klinge und deren Einzugsgebiet

Allgemeiner Einstieg ohne Voreinstellungen und Layer: Daten- und Kartendienst der Landesanstalt für Umwelt Baden-Württemberg (LUBW) (Hinweise)
1. 1 2 3  Höhe nach dem Höhenlinienbild auf dem Hintergrundlayer Topographische Karte.
2. ↑  Länge nach dem Layer Gewässernetz (AWGN).
3. ↑  Einzugsgebiet abgemessen auf dem Hintergrundlayer Topographische Karte.
4. ↑  Natur teilweise nach dem Layer Geschützte Biotope.

### Andere Belege
1. ↑  Quelllage nach:
  - Meßtischblatt 6723 Öhringen von 1933 in der Deutschen Fotothek
2. ↑  Wolf-Dieter Sick: Geographische Landesaufnahme: Die naturräumlichen Einheiten auf Blatt 162 Rothenburg o. d. Tauber. Bundesanstalt für Landeskunde, Bad Godesberg 1962. → Online-Karte (PDF; 4,7 MB)
3. ↑  Geologie nach den Layern zu Geologische Karte 1:50.000 auf: Mapserver des Landesamtes für Geologie, Rohstoffe und Bergbau (LGRB) (Hinweise)